# Carmen Amaya
Carmen Amaya (ur. 2 listopada 1918 w Barcelonie, zm. 19 listopada 1963 w Begur) – hiszpańska tancerka i śpiewaczka romskiego pochodzenia, jedna z najważniejszych tancerek w historii flamenco. Zrewolucjonizowała flamenco, wprowadzając męskie kroki do swoich występów i przyczyniła się do popularyzacji tego tańca na świecie.

## Życiorys
Carmen Amaya urodziła się w slumsach Somorrostro w Barcelonie, w romskiej rodzinie. Przed ustaleniami dokonanymi przez Montse Madridejosa, profesora historii tańca Uniwersytetu Barcelońskiego, za datę urodzin Amai przyjmowano rok 1913. W wyniku przeprowadzonych badań Madridejos wskazał na 1918 rok, powołując się przede wszystkim na oficjalny spis ludności z 1930 roku, w którym mowa o dwunastoletniej Carmen Amai mieszkającej w baraku numer 48 w dzielnicy Somorrostro. Ustalenie daty urodzin Amai wcześniej było utrudnione ze względu na jej pochodzenie, ponieważ w owych czasach romskie dzieci nie były rejestrowane w urzędzie, nie chrzczono ich i nie przywiązywano znacznej wagi do faktycznego wieku. Za 1918 rokiem przemawiają także inne dokumenty, takie jak zdjęcie z 1930 roku i film La Bodega Benita Perojy z 1929, w którym Amaya wygląda bardzo młodo.
Amaya pochodziła z ubogiej muzykalnej rodziny. Jej ojciec grał na gitarze w lokalnych barach, gdzie występował pod pseudonimem El Chino, matka Micaela Amaya i ciotka Juana Amaya były zaś tancerkami. W wieku czterech lat Carmen zaczęła towarzyszyć ojcu w jego występach, tańcząc i śpiewając. Pojawiała się także w podrzędnych teatrach. Wśród pierwszych osób, które poznały się na jej talencie, był José Sampere, który zaprosił Amayę do najbardziej znanego teatru w Barcelonie, choć nie mogła w nim legalnie pracować ze względu na swój młody wiek. Możliwe, że ta sytuacja wpłynęła na zmianę daty urodzenia tancerki na wcześniejszą. W 1929 roku, wraz z ciotką Juaną zwaną la Faraona i z kuzynką Maríą, założyła Trío Amaya, z którym występowała w Paryżu. W tym samym roku imię Amai pojawiło się po raz pierwszy w druku dzięki krytykowi Sebastiánowi Gashowi, który entuzjastycznie wypowiadał się o jej występie w trakcie wystawy światowej w Barcelonie. Vicente Escudero wróżył wtedy Amai wprowadzenie rewolucji we flamenco za sprawą łączenia przez nią starych tradycji tańca kobiet z frenetycznym stukotem męskich kroków.

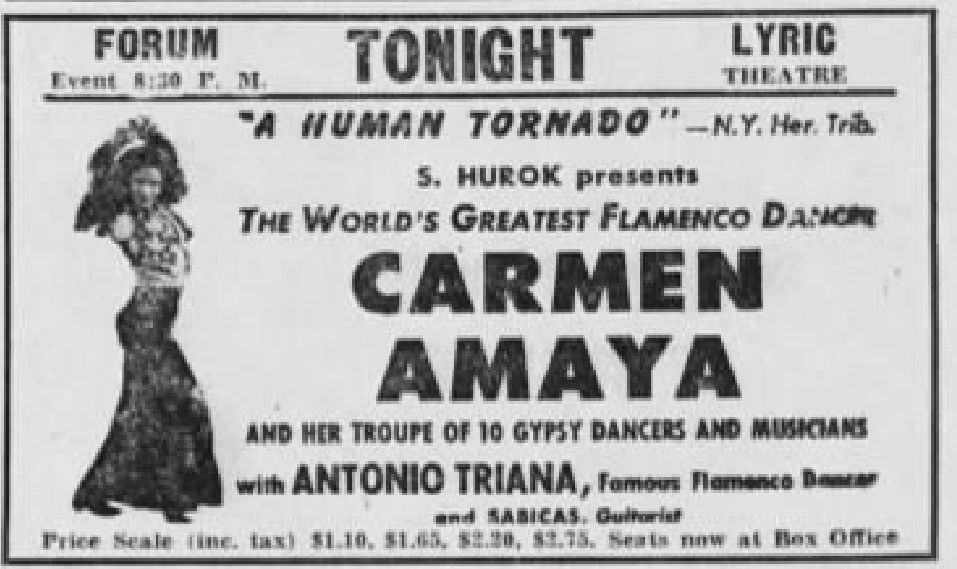
reklama występu Amai 8 grudnia 1942 w Allentown

W 1935 roku Amaya tańczyła w Coliseum w Madrycie. Zaczęła także występować w filmach: najpierw w małej roli w La hija de Juan Simón, później w María de la O. Rok później wraz z rodziną wyruszyła w tournée do Argentyny. Bilety na występy wyprzedały się nawet z dwumiesięcznym wyprzedzeniem, więc Amaya przedłużyła swój pobyt z planowanych czterech tygodni do dziewięciu miesięcy. Stała się na tyle popularna, że nazwano tam jej imieniem teatr. Po zakończeniu pokazów w Argentynie występowała w Brazylii oraz innych południowoamerykańskich państwach, po czym kontynuowała karierę w Stanach Zjednoczonych. Występowała w nowojorskiej Carnegie Hall, a później w Radio City Music Hall, gdzie tańczyła dziewięć razy dziennie. Łącznie w Stanach spędziła pięć lat. Parokrotnie odwiedziła Hollywood, gdzie grała w filmach, a jej dynamiczny taniec przyciągał uwagę wielu ważnych postaci tamtejszego świata filmu i kultury. Charlie Chaplin nazwał ją „wulkanem hiszpańskiej muzyki”, a Greta Garbo powiedziała o niej, że „jest artystką. A gdyby tego było mało, to jest wyjątkową artystką, ponieważ jest niedościgniona”. W tym okresie, na zaproszenie prezydenta Franklina Delano Roosevelta, Amaya wystąpiła także w Białym Domu. Dzięki swojej popularności za granicami Hiszpanii, Amaya przyczyniła się do popularyzacji flamenco na świecie.

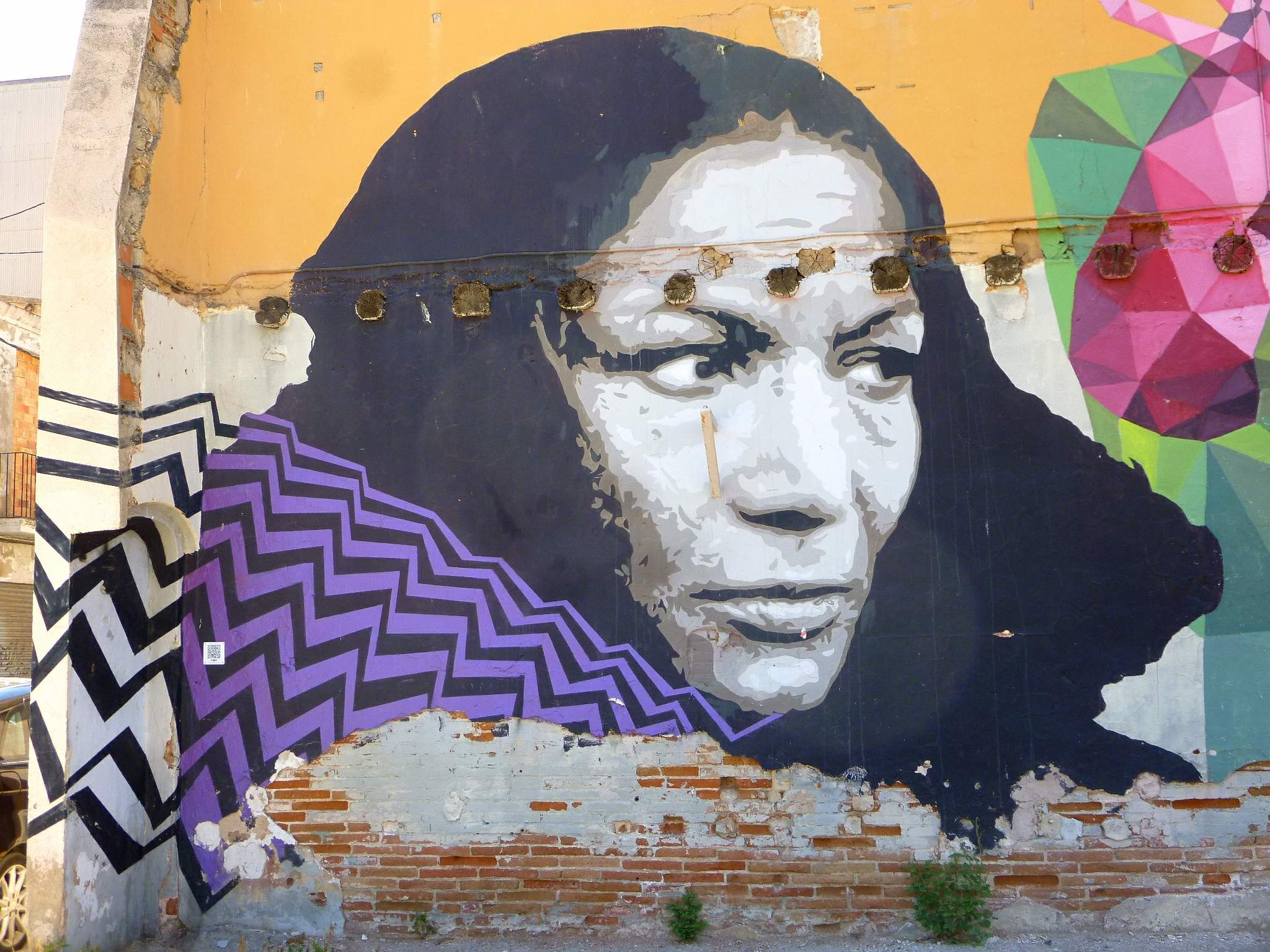
Mural w Barcelonie przedstawiający Amayę

Carmen Amaya powróciła do Hiszpanii w 1947 roku jako gwiazda światowego formatu. W 1952 roku poślubiła w Barcelonie gitarzystę Juana Antonio Agüero, który należał do jej zespołu. 19 lutego 1959 zadedykowano jej fontannę w jej rodzinnej dzielnicy Somorrostro. Ostatnie dziesięć lat życia była otoczona wieloma ludźmi, dla których była idolem. Z czasem Amaya zaczęła cierpieć na niewydolność nerek. Jej stan zdrowia pogorszył się wiosną 1963 roku podczas pracy na planie filmu Los Tarantos, gdzie tańczyła boso, będąc silnie przeziębioną. Pomimo tego latem rozpoczęła nową trasę występów. 8 sierpnia w Gandía nie dokończyła występu, co było końcem jej kariery. Zmarła 19 listopada w Begur.